# Loévan Parand
Loévan Parand (Perpignano, 9 ottobre 1999) è uno sciatore alpino francese.

## Biografia
Specialista delle prove tecniche originario di Les Belleville e attivo dal novembre del 2015, Loévan Parand ha esordito in Coppa Europa il 25 gennaio 2018 a Chamonix in slalom speciale e in Coppa del Mondo il 20 dicembre 2020 in Alta Badia in slalom gigante, in entrambi i casi senza completare la prova; il 20 dicembre 2021 ha conquistato il primo podio in Coppa Europa, a Glungezer in slalom gigante (3ª). Non ha preso parte a rassegne olimpiche o iridate.

## Palmarès

### Coppa del Mondo
- Miglior piazzamento in classifica generale: 132º nel 2025

### Coppa Europa
- Miglior piazzamento in classifica generale: 25º nel 2022
- 4 podi:
  - 2 secondi posti
  - 2 terzi posti